# Korbußen
Korbußen est une commune rurale de Thuringe (Allemagne), située dans l'arrondissement de Greiz et qui fait partie de la communauté d'administration Am Brahmetal.

## Géographie

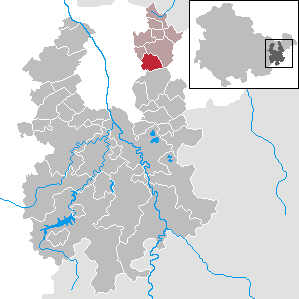
Situation de la commune (en rouge) dans l'arrondissement

Korbußen est située au nord-est de l'arrondissement, à la limite avec la ville de Gera, sur la rivière Sprotte, affluent de l'Elster Blanche, au nord de Ronneburg, à 3 km à l'est de Gera et à 33 km au nord de Greiz, le chef-lieu de l'arrondissement.
Communes limitrophes (en commençant par le nord et dans le sens des aiguilles d'une montre) : Schwaara, Großenstein, Ronneburg et Gera.

## Histoire

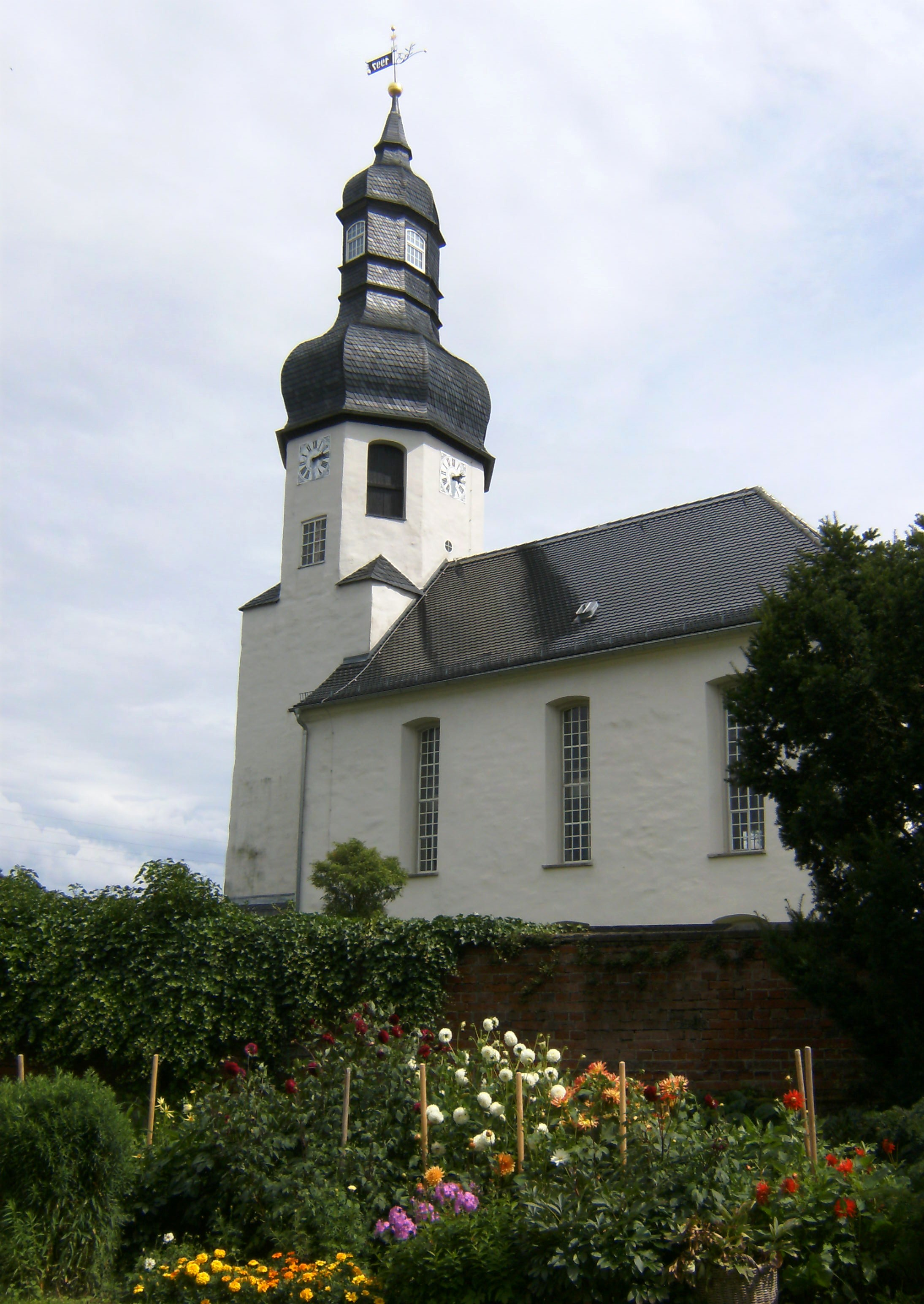
l'église de Korbußen.

La première mention de Korbußen date de 1301, il a sans doute été fondé par des colons allemands.
Korbußen a fait partie du duché de Saxe-Altenbourg (cercle oriental, ostkreis) jusqu'en 1918. Le village a rejoint le nouveau land de Thuringe en 1920 (arrondissement de Gera).
En 1923, la commune de Pöppeln est incorporée au territoire de Korbußen. Après la seconde Guerre mondiale, il est intégré à la zone d'occupation soviétique puis à la République démocratique allemande en 1949 (district de Gera).

## Démographie
Commune de Korbußen :
| 1910 | 1933 | 1939 | 1995 | 2000 | 2005 | 2010 |
| ---- | ---- | ---- | ---- | ---- | ---- | ---- |
| 551  | 582  | 542  | 488  | 494  | 501  | 470  |

## Communications
Korbußen est située sur l'autoroute A4 Gera-Chemnitz (sortie 59, Gera-Leumnitz). La route régionale L1081 la commune à Ronneburg et Großenstein et la K113 à Gera et Großenstein.